# Пожидаева, Любовь Михайловна
Любо́вь Миха́йловна Пожида́ева — советский хозяйственный, государственный и политический деятель, Герой Социалистического Труда (1971).

## Биография
Родилась в 1934 году в селе Ромадановка в Мордовской АССР. Член КПСС.
С 1953 года — на хозяйственной, общественной и политической работе. В 1953—1983 гг. — зоотехник в колхозах Курской и Белгородской областей, заведующая Незнамовской молочно-товарной фермой, зоотехник колхоза «Большевик» Старооскольского района Белгородской области.
За высокие производительные показатели в 1966 году была награждена орденом Ленина, а в 1967 году была избрана депутатом Верховного Совета РСФСР 7-го созыва. 
Указом Президиума Верховного Совета СССР от 8 апреля 1971 года присвоено звание Героя Социалистического Труда с вручением ордена Ленина и золотой медали «Серп и Молот».
Скончалась 3 февраля 1983 года.

## Награды
- Герой Социалистического Труда (1958);
- 2 ордена Ленина (1966, 1971);